# Dorze jezik
Dorze jezik (ISO 639-3: doz), afrazijski jezik uže omotske skupine kojim govori 20 800 ljudi (1994 popis); 28 990 etničkih (1994 popis) u regiji rijeke Omo i Addis Abebi.
Pripada centralnoj podskupini ometo jezika.

## Vanjske poveznice
- Ethnologue (14th)
- Ethnologue (15th)